# María Isabel của Tây Ban Nha
María Isabel của Tây Ban Nha, hay María Isabel de Borbón y Borbón-Parma (tiếng Tây Ban Nha: María Isabel de España; tiếng Ý: Maria Isabella di Spagna; tiếng Pháp: Marie-Isabelle d'Espagne; tiếng Đức: Maria Isabella von Spanien; tiếng Anh: Maria Isabella of Spain; tên đầy đủ: María Isabel Antonia Josefa Ana Teresa Filipina de Borbón y Borbón-Parma; 6 tháng 7 năm 1789 – 13 tháng 9 năm 1848) là một Infanta của Tây Ban Nha và là Vương hậu Hai Sicilie thông qua hôn nhân với Francesco I của Hai Sicilie.

## Vương nữ Tây Ban Nha
María Isabel là con gái thứ 5 và là người con thứ 11 của Carlos IV của Tây Ban Nha và María Luisa của Parma. Sự ra đời của María Isabel trùng với thời điểm sủng thần của mẹ vương nữ là Manuel Godoy, lên nắm quyền ở Tây Ban Nha. Có tin đồn trong triều đình cho rằng María Isabel không phải là con gái Quốc vương Tây Ban Nha mà là của cận thần Godoy trẻ tuổi, người đã trở thành thủ tướng Tây Ban Nha vào năm 1792.
Tuổi thơ của Vương nữ trùng hợp với khoảng thời gian diễn ra các sự kiện của cuộc cách mạng Pháp và bất ổn chính trị ở Tây Ban Nha. Là người con gái út còn sống sót trong một gia đình đông con, María Isabel được cả cha mẹ cưng chiều và tiếp nhận một nền giáo dục sơ sài. María Isabel cùng với các thành viên khác trong gia đình được Francisco Goya họa trong bức chân dung Carlos IV của Tây Ban Nha và Gia đình của Ngài vào khoảng thời gian từ năm 1800–1801.
Vào tháng 12 năm 1800, Lucien Bonaparte đã đến Tây Ban Nha với tư cách là đại sứ mới của Pháp. Thông qua Lucien, Vương hậu María Luisa đã ngỏ lời lập hôn ước giữa María Isabel với Napoléon Bonaparte vào tháng 4 năm 1801. Lúc đó Ngài Đại Lãnh sự Napoléon đã kết hôn với Joséphine de Beauharnais được hai năm, nhưng có ý kiến cho rằng Napoléon nên ly hôn với Joséphine để cưới một vương nữ mang dòng máu vương giả. Napoléon không coi trọng Vương tộc Borbón và có một nhận xét (một cách riêng tư) rằng: "Nếu tôi phải tái hôn, tôi sẽ để ý đến một gia tộc đổ nát cho hậu duệ của mình".

## Hôn nhân

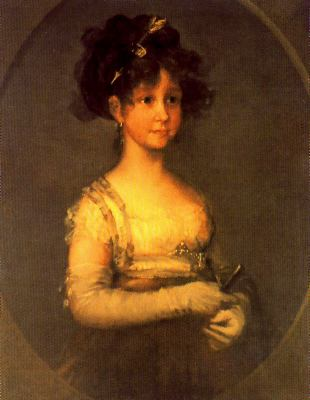
Vương nữ María Isabel của Tây Ban Nha. Chân dung họa bởi Francisco Goya.

Nóng lòng tìm kiếm ngai vàng cho con gái, vào mùa xuân năm 1801, mẹ của María Isabel muốn gả vương nữ với người anh họ bên nội là Công tước xứ Calabria, Vương tử Francesco của Napoli và Sicilia, đã có vợ là Maria Klementine Josepha của Áo, khi đó vẫn còn sống, nhưng đã qua đời vì bệnh lao vào tháng 11 năm đó.
Ý tưởng này đến từ nhà ngoại giao Pháp Alquier, người từng là đại sứ ở Madrid và Napoli. Kế hoạch của Alquier là đưa Vương quốc Napoli, một đồng minh của Anh và thù địch với Pháp, vào liên minh Tây Ban Nha-Pháp mới thành lập bằng cách gắn kết hai bên Tây Ban Nha và Napoli thông qua cuộc hôn nhân kép. Trong đó, María Isabel và người anh cả Fernando, Thân vương xứ Asturias, sẽ kết hôn với anh em họ của hai anh em là: Maria Antonia của Napoli và Sicilie và Francesco, Công tước xứ Calabria. Maria Karolina của Áo, Vương hậu Napoli, người căm ghét nước Pháp và không tin tưởng vào sự thiện chí của Tây Ban Nha đối với Napoléon, đã phản đối mối hôn sự này. María Isabel bấy giờ mới được mười hai tuổi và ngay cả khi vào thời điểm đó các vương nữ thường kết hôn khi còn rất trẻ thì việc kết hôn ở độ tuổi của María Isabel vẫn là điều không bình thường. Nhưng cuộc hôn nhân của María Isabel được lý giải là để đảm bảo việc nối lại quan hệ thân thiết giữa Tây Ban Nha và Napoli một cách nhanh chóng vào thời điểm đặc biệt quan trọng đối với các triều đình châu Âu, đang gặp khó khăn với chính sách bành trướng của Napoléon.
Thỏa thuận của hai cuộc hôn nhân được ký kết tại Aranjuez vào tháng 4 năm 1802. Vào ngày 6 tháng 7 năm 1802 tại sinh nhật thứ mười ba, María Isabel kết hôn ủy nhiệm tại Madrid với người em họ 25 tuổi Francesco, do đó trở thành kế phối của Francesco. Anh trai vương nữ là Fernando đứng trong lễ đường thay mặt cho chú rể. Vương thất Tây Ban Nha đã đến Barcelona vào ngày 13 tháng 8. Hai cặp đôi trực tiếp kết hôn vào ngày 4 tháng 10 trước sự hiện diện của Francesco và em gái Maria Antonia. Các lễ hội kéo dài đến ngày 12 tháng 10 khi María Isabel, gọi theo tên Ý là Maria Isabella, rời Barcelona đến Napoli.

## Vương thái tử phi
Maria Isabella không tạo được ấn tượng tốt khi đến triều đình Napoli. Cả bốn cô con gái của Carlos IV (Carlota Joaquina, María Amalia, María Luisa và María Isabel) đều thấp bé và không đơn điệu. Không giống như các chị gái của mình, María Isabel có những đường nét phổ biến, nhưng trông trẻ hơn so với tuổi mười ba của tân vương phi. María Isabel được mô tả là "nhỏ bé và tròn như một quả bóng". Mẹ chồng của vương nữ, Vương hậu Maria Karolina, rất thân thiết với người vợ đầu tiên của con trai, người đồng thời cũng là cháu gái gọi cô của Maria Karolina. Maria Karolina có ấn tượng ban đầu không tốt về nàng dâu trẻ María Isabel và đã viết rằng:
| “ | A fine, fresh, healthy face, not Bourbon in the least, but white and red, with black eyes. She is very stout and sturdy, yet her legs are very short. So much for her exterior. The rest cannot be described because I myself cannot understand it. She is null in every respect, knowledge, ideas, curiosity. Nothing, absolutely nothing. She speaks a little Spanish but neither Italian nor French, and only monosyllables, Yes or No, indiscriminately. She smiles all the time, whether she is pleased or not...Francis's child aged four has far more intelligence. Francis has engaged masters to teach her Italian and the rudiments of geography and arithmetic. She knows nothing except a little piano. I have tried to praise and enliven her. She feels nothing; she laughs. She is an automaton which might acquire certain attitudes but never real maturity. Were I the ambitious, intriguing woman I am said to be, I should be enchanted to have such a daughter in law who will never become anything, but I am too conscientious for that. I tried every means to mold her as a companion for her husband, even if this may turn her against myself. Believe me this child is a tight present, for she will neither ennoble nor improve our race. All the numerous Spanish clique, all their projects and schemes, have received a knock out blow by the arrival of this Princess and her perfect nullity. | ” |

| “ | Một gương mặt xinh xắn, tươi trẻ và khỏe mạnh, ít nhất không trông giống một người nhà Borbón, nước da trắng và ửng hồng, có đôi mắt đen. Con bé có dáng người mập mạp và khỏe khoắn, nhưng chân con bé rất ngắn. Quá ngắn đối với ngoại hình của con bé. Còn lại thì ta cũng không thể mô tả được vì chính bản thân cũng không hiểu được. Con bé chả có gì trên mọi khía cạnh, tri thức, suy nghĩ hay sự thú vị. Thật sự là chả có gì cả. Con bé biết nói một chút tiếng Tây Ban Nha, không biết nói tiếng Ý hay Pháp, và chỉ nói được những từ đơn âm, Có hoặc Không, một cách bừa bãi. Con bé cười mọi lúc, dù cho thích hay không... Đứa con bốn tuổi của Francesco còn thông minh hơn con bé. Francesco đã mời nhưng bậc thầy để dạy con bé tiếng Ý và nhưng kiến thức cơ bản của địa lý và số học. Con bé chả biết gì ngoại trừ một chút hiểu biết về chơi đàn piano. Ta đã cố gắng khen ngợi và khích lệ con bé. Con bé chả cảm nhận được gì; chỉ cười mà thôi. Con bé như là một công cụ tự động có thể biểu lộ một số thái độ nhất định nhưng không có sự trưởng thành thực sự. Nếu ta là người phụ nữ tham vọng, mưu mô như như người đời thường nói, ta hẳn sẽ rất thích thú trước một nàng dâu không có nhân cách thế này, nhưng lương tâm ta không cho phép ta cảm thấy như vậy. Ta đã cố gắng bằng mọi phương thức để hướng con bé trở thanh người bạn đời phù hợp cho con trai ta, kể cả khi điều đó sẽ khiến con bé chống đối ta. Hãy tin ta, đứa trẻ này là một món quà khó chịu, vì nó sẽ không khiến dòng máu chúng ta vinh hiển hay cao quý hơn. Tất cả những bè phái người Tây Ban Nha đó, những kế hoạch và mưu mô của bọn chúng, đã bị giáng một đòn nặng nề bởi vị Vương nữ này cùng với sự vô tri của con bé. | ” |

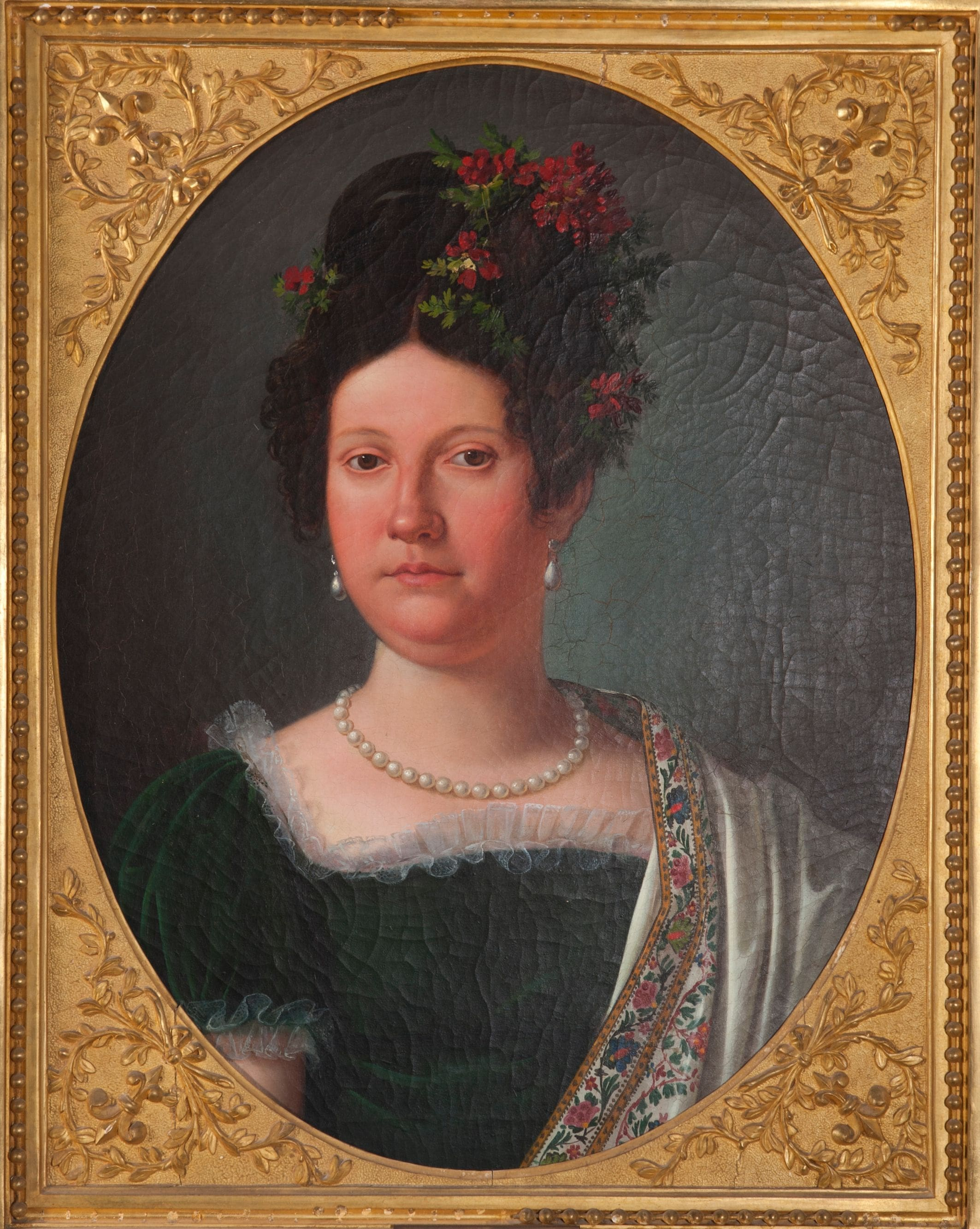
María Isabel de Borbón y Borbón-Parma, Vương thái tử phi Napoli

Khi chỉ mới mười lăm tuổi, María Isabel đã hạ sinh con gái đầu lòng Luisa Carlotta tại Portici vào ngày 24 tháng 10 năm 1804. María cũng có một người con chồng là Vương nữ Carolina, được dự tính sẽ kết hôn với Charles Ferdinand xứ Artois, Công tước xứ Berry (con trai thứ hai của Charles X của Pháp).
Cuộc đời của María Isabel chịu nhiều ảnh hưởng sâu sắc bởi những hành động của Napoléon. Lo sợ cho ngai vàng của mình, Quốc vương Ferdinando tham gia Liên minh thứ ba chống lại Napoléon Bonaparte. Quân đội của Napoléon đã đánh bại quân đội đồng minh trong Trận Austerlitz vào tháng 12 năm 1805 và quân đoàn của Napoli tại Campo Tenese. Sau những chiến thắng này, lực lượng của Napoléon đã chiếm đóng Napoli vào năm 1806 và Hoàng đế Pháp đã trao ngai vàng của Vương quốc Napoli cho anh trai Joseph Bonaparte, và bốn năm sau đó cho em rể Joachim Murat.
María Isabel, cùng với các thành viên còn lại của vương thất, phải chạy trốn từ Napoli đến Sicilia vào tháng 2 năm 1806. Bất chấp những nỗ lực liên tiếp của Murat nhằm xâm chiếm hòn đảo, Ferdinando và Maria Karolina vẫn giữ được địa vị và quyền lực của họ ở Sicilia dưới sự bảo vệ của quân đội Anh, nhưng sẽ không thể thách thức quyền kiểm soát của Pháp đối với lục địa Ý. Quyền lực thực sự ở Sicilia do Lãnh chúa William Bentinck, chỉ huy quân đội Anh trên đảo nắm giữ. Quốc vương do đó dành thời gian đẻ săn bắn trong những năm kế tiếp và chỉ xuất hiện ở Palermo khi cần thiết.
Năm 1812, Francesco, chồng của María Isabel, được bổ nhiệm làm nhiếp chính. María Isabel không tham gia vào các chính sự phức tạp của Sicilia của triều đình Napoli đang lưu vong ở Palermo. Francesco xung đột với tầng lớp quý tộc bản địa, những người phản đối các loại thuế mới nhằm tài trợ cho cuộc chiến chống Pháp và đòi quyền tự trị ở mức độ cao. Vương hậu Maria Karolina thì bị đày về Áo vào năm 1813 và qua đời tại quê nhà vào năm 1814.

## Công tước phu nhân xứ Calabria

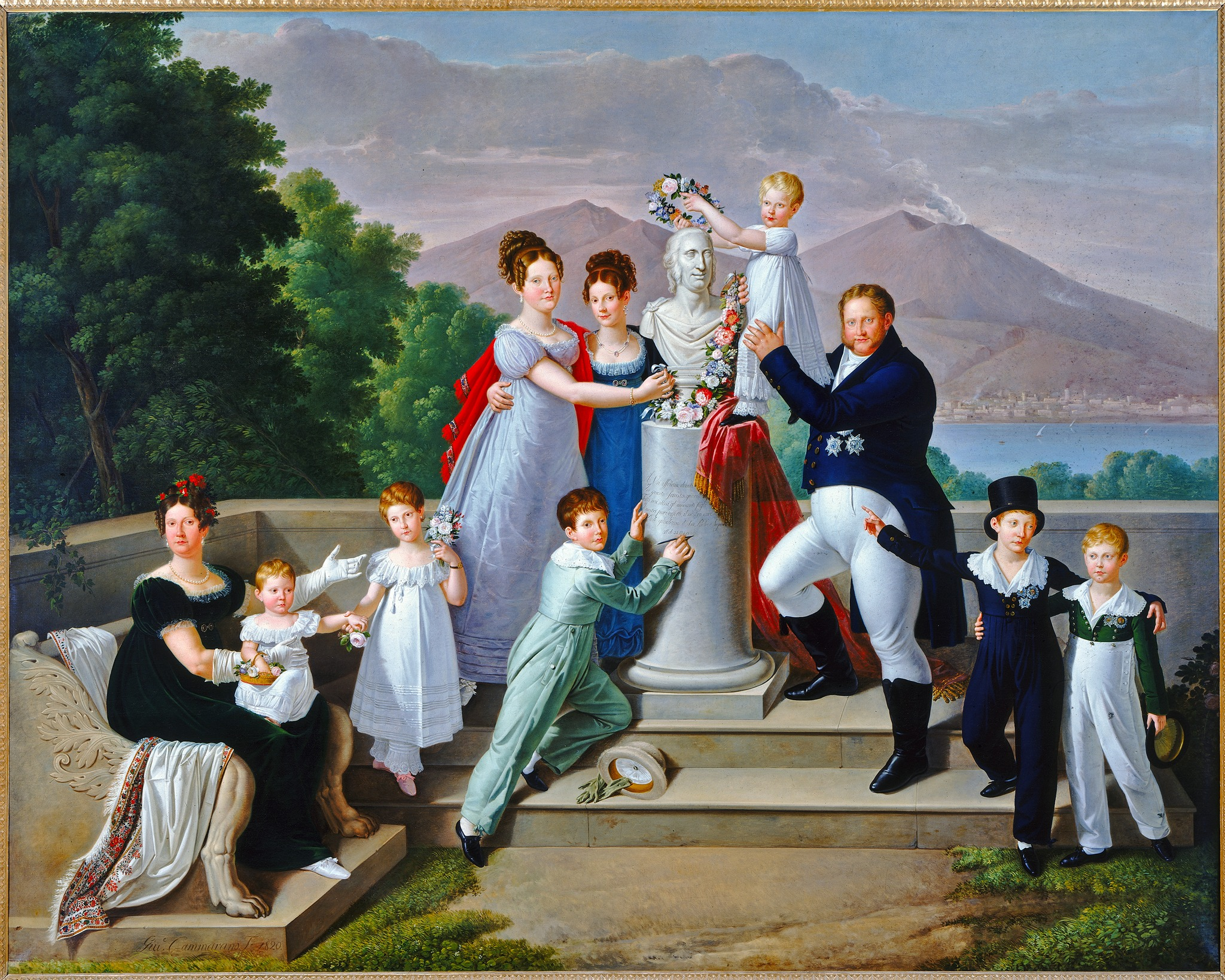
Gia đình của Francesco và María Isabel năm 1820; María Isabel ở ngoài cùng bên trái, đang ôm con gái là Maria Carolina Ferdinanda của Hai Sicilie.

Năm 1815, dưới sự bảo hộ của Áo, Ferdinando trở lại Napoli. Ferdinando đã bãi bỏ hiến pháp của Sicilia và hợp nhất hai vương quốc Napoli và Sicilia thành Vương quốc Hai Sicilie vào năm 1816, phong cho con trai Francesco danh hiệu Công tước xứ Calabria với tư cách là người thừa kế của vương quốc mới. Vì phục vụ với tư cách là trung úy ở Sicilia (1815–20), Francesco và María Isabel vẫn ở Sicilia và hiếm khi đến thăm Napoli.
Dù rời Tây Ban Nha từ rất sớm nhưng María Isabel vẫn gắn bó với gia đình và quê hương. Vào mùa thu năm 1818, María Isabel đến thăm cha mẹ đang sống lưu vong ở Roma. Đức nữ vẫn ở với mẹ lúc Vương hậu María Luisa qua đời vào tháng 1 năm 1819. María Isabel có vai trò quan trọng trong việc lựa chọn hôn nhân của triều đình Napoli cho các con gái, trong đó bốn (trong số sáu) người đã kết hôn với các thành viên vương thất Tây Ban Nha. Cuộc hôn nhân đầu tiên trong số đó diễn ra vào tháng 4 năm 1819 giữa con gái cả của Bà Công tước là Luisa Carlotta và em trai của María Isabel là Francisco de Paula của Tây Ban Nha, do đó Francisco de Paola là chồng cũng như là cậu của Luisa Carlotta.
Trong những năm khó khăn này, María Isabel liên tục hoài thai. Trong khoảng thời gian chưa đầy hai năm, vương nữ đã sinh chín người con ở Palermo. Cuối cùng, María Isabel đã trở lại Napoli cùng chồng vào tháng 7 năm 1820. Bố chồng của vương phi, Quốc vương Ferdinando I của Hai Sicilie giờ đã hoàn toàn thần phục Áo; một người Áo là Bá tước Nugent trở thành tổng tư lệnh quân đội. Trong bốn năm tiếp theo, bố chồng của María Isabel trị vì như một quân chủ chuyên chế, không đưa ra cải cách hiến pháp nào. Trong thời kỳ này, María Isabel có thêm hai người con sinh ra ở Napoli.

## Vương hậu Hai Sicilie

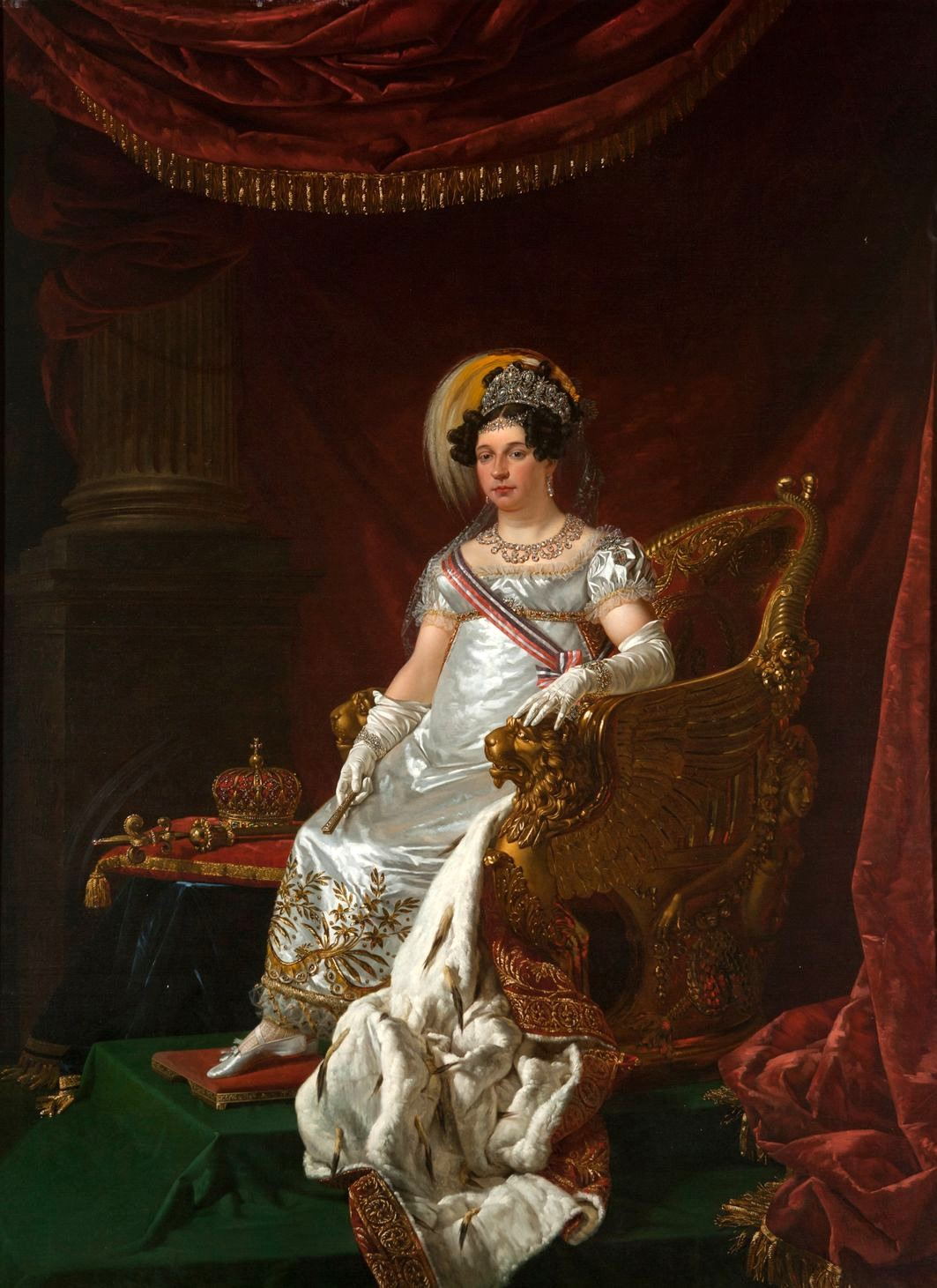
María Isabel của Tây Ban Nha, Vương hậu Hai Sicilie. Chân dung họa bởi P. V. Hanselaere, Cung điện Caserta

Quốc vương Ferdinando I của Hai Sicilie qua đời vào ngày 4 tháng 1 năm 1825, do đó chồng của María Isabel trở thành tân Vương và bản thân María Isabel trở thành Vương hậu. Francesco I, lúc này đã 47 tuổi, là một người đàn ông to lớn; thiện chí; có sở thích đơn giản và quan tâm đến nông nghiệp hơn là chính trị. Nông nghiệp là hoạt động ưa thích của nhà vua. Francesco I được giáo dục tốt hơn cha mình, nhưng lại có tuổi, tính cách và thể chất thì yếu ớt. Ngay từ đầu, Francesco I đã cư xử rất khác so với vị vương tử tự do khi còn là người thừa kế và triều đại ngắn ngủi của quốc vương về cơ bản là theo thể chế cũ. Mặc dù ghen tị với quyền lực của thủ tướng Luigi de' Medici (1759 - 1830), nhà vua vẫn giao chính quyền cho thủ tướng. Một người hầu cận của nhà vua, Michelangelo Viglia, và Caterina de Simone, thị tùng của Vương hậu, quản lý hộ gia vương thất và khiếnc cho nạn tham nhũng tràn lan.
Với vai trò mới là vương hậu, María Isabel không có tham vọng cũng như không quan tâm đến chính quyền để có thể hỗ trợ cho người chồng hiền lành của mình. Ba mươi bốn tuổi và là mẹ của mười hai đứa con, khi đó vương hậu vẫn đang cho chăm sóc cho con trai mình là Bá tước xứ Aquila mới sinh vào năm ngoái. Có dáng người mập mạp từ khi còn trẻ, nhiều năm sinh nở đã khiến Vương hậu phát tướng. María Isabel là người phù phiếm, trẻ con nhưng tốt bụng. Vương hậu yêu thích nhà hát, vũ hội và các lễ hội công cộng. Với tính cách đơn giản và hào phóng, María Isabel được yêu mến hơn chồng.
Cặp vợ chồng được bảo vệ bởi quân đội, luôn sợ hãi về khả năng nổ ra một cuộc cách mạng. An ninh của hai vợ chồng được đảm bảo bởi quân đội Áo đang đóng quân tại Napoli, nhưng chi phí cho quân đội là gánh nặng cho ngân khố nhà nước và là nguyên nhân chính dẫn đến mức nợ công cao. Theo lời khuyên của Luigi de' Medici, Francesco I và María Isabel mang theo đứa con trai một tuổi là Bá tước xứ Aquila đến Milano vào tháng 5 năm 1825 để giảm lượng binh lính. Sau một thỏa thuận giữa Medici và đại sứ Áo là Bá tước Karl Ludwig von Ficquelmont, Quốc vương và Vương hậu trở về Napoli vào ngày 18 tháng 7. Quân đội Áo giảm xuống còn 12.000 người, bắt đầu từ cuối năm và khởi hành vào tháng 2 năm 1827.
Người bạn tâm tình thường trực của Vương hậu là cô con gái thứ hai Maria Christina, người cũng có sở thích tán tỉnh như mẹ mình. Maria Christina đã ngoài hai mươi tuổi và cha mẹ vương nữ rất mong muốn tìm được một người chồng vương gia cho con gái. Cơ hội đến khi anh trai của María Isabel, Ferdinand VII của Tây Ban Nha, đột nhiên lâm vào cảnh góa vợ vào tháng 5 năm 1829. Con gái lớn của Maria Isabel, hiện là Infanta Luisa Carlota, đã nhanh chóng sắp xếp cuộc hôn nhân giữa em gái và bác của hai chị em.
Fernando VII đã mời em gái và anh rể cùng con gái họ đến dự đám cưới ở Madrid. Francesco I bị bệnh gút và sức khỏe giảm sút, nhưng María Isabel lại nóng lòng về thăm cố hương sau 27 năm xa cách. Vương hậu thuyết phục chồng thực hiện chuyến đi dài ngày đến Tây Ban Nha. Con trai cả của họ, Vương tử Ferdinando, Công tước xứ Calabria được giao vai trò nhiếp chính trong thời gian Quốc vương và Vương hậu vắng mặt.
Di chuyển bằng đường bộ, đoàn người Hai Sicilie khởi hành đến Tây Ban Nha vào ngày 28 tháng 9 năm 1829. Trên đường đi, họ đến thăm Giáo hoàng Piô VIII ở Roma. Tại Grenoble, hai vợ chồng gặp lại Vương nữ Maria Carolina, hiện là Công tước phu nhân xứ Berry, bản thân Công tước phu nhân cũng rất vui khi gặp lại cha mẹ sau mười ba năm. Khi đến Tây Ban Nha, hôn lễ được cử hành vào ngày 25 tháng 1 năm 1830. Trên đường trở về, hai vợ chồng lại lần nữa đoàn tụ với Bà Công tước xứ Berry, người đã giới thiệu cha mẹ với đứa con trai mới sinh là Henri xứ Artois, Công tước xứ Bordeaux, tại Chambord . María Isabel và chồng đến Paris, nơi họ được tiếp đãi bởi Quốc vương Charles X của Pháp. Vào tháng 6, Quốc vương và Vương hậu rời Genova đến Napoli vào ngày 30 tháng 7. Sau khi trở về, sức khỏe của nhà vua xấu đi nhanh chóng. Francesco I qua đời ngày 8 tháng 11 năm 1830.

## Vương mẫu hậu
Sau cái chết của chồng, con trai cả của María Isabel trở thành Quốc vương Ferdinando II của Hai Sicilie. María Isabel không hề hay biết rằng bản thân là đối tượng của một âm mưu do Thân vương Vincenzo Ruffo xứ Scaletta và Peter Ugo, Hầu tước xứ Favare dựng nên. Mục tiêu của họ là đưa María Isabel trở thành nhiếp chính phòng kìm hãm quyền lực người con trai bảo thủ của Vương hẫu hậu trong ít nhất vài năm. Âm mưu bị phát hiện và ngay lập tức bị tân vương trẻ dập tắt. Ferdinando II khi đó mới 20 tuổi. Mặc dù nhút nhát và ít nói, Ferdinando II tràn đầy nhiệt huyết hơn hẳn cha và ông của mình và thực hiện nghĩa vụ của mình với tư cách là một vị vua một cách nghiêm túc hơn. Mối quan hệ giữa María Isabel và Ferdinando II vốn lạnh nhạt. Thái hậu dành sự ưa thích rõ rệt cho người con trai thứ hai Carlo Ferdinando, Thân vương xứ Capua, người hướng ngoại hơn và cũng sự phù phiếm với María Isabel.
Trong những năm đầu góa bụa, María Isabel vẫn còn trẻ, tràn đầy sức sống và tương đối xinh đẹp, dù tình trạng béo phì ngày càng gia tăng. Được bao quanh bởi những người ngưỡng mộ, Thái hậu có cảm tình với những cận thần đẹp trai và trẻ trung hơn mình. Theo tin đồn ở triều đình, María Isabel đã có người trong lòng. Hành vi của vương mẫu hậu khiến đức bà trở thành mục tiêu dễ dàng cho những lời phỉ báng và khiến Ferdinando II bực tức. María Isabel rất tốt với con dâu Maria Cristina của Sardegna, người đã kết hôn với Ferdinando II vào ngày 21 tháng 11 năm 1832. Tân hậu đã giúp cho quốc vương và vương hậu hàn gắn lại mối quan hệ.
Năm 1835, María Isabel bắt đầu mối quan hệ tình ái với Nam tước Peter von Schmuckher, một sĩ quan người Áo đã có gia đình. Mối quan hệ của họ rất sóng gió. Tuy nhiên, khi vợ của Schmuckher qua đời vào năm 1837, thái hậu đã có ý định kết hôn với Peter. Khi nam tước đầy tham vọng tuyên bố muốn hưởng kính xưng và đặc quyền của một Vương thân Điện hạ như một điều kiện để kết hôn với thái hậu, María Isabel đã từ chối và nhờ con trai xử lý tên người tình cũ. Ferdinando II đã trục xuất Schmuckher khỏi Napoli vào tháng 1 năm 1838.

## Những năm sau này
Vào tháng 1 năm 1836, María Isabel trở thành mẹ đỡ đầu cho cháu trai Francesco, Công tước xứ Calabria . Vào tháng 3 cùng năm, Carlo Ferdinando, Thân vương xứ Capua có một cuộc hôn nhân bất đăng đối. María Isabel đã cầu xin cho đứa con trai yêu của mình, nhưng những nỗ lực của vương mẫu hậu để xin ân xá cho Carlo Ferdinando đều không có kết quả. Ferdinando II đã không tha thứ cho em trai mình: Carrlo Ferdinando phải sống lưu vong vĩnh viễn ở Anh, và María Isabel không bao giờ gặp lại con trai nữa.
Khi María Isabel quyết tâm tái hôn, con trai Ferdinando II đã đưa cho mẹ mình một danh sách tên các quý tộc trẻ của vương quốc để Thái hậu lựa chọn. Hai lựa chọn đầu tiên của María Isabel do dự và Vương mẫu hậu ấy đã rút lại lời cầu hôn của mình. Cuối cùng thì María Isabel đã chọn Francesco, Bá tước dal Balzo dei Duchi di Presenzano (1805–1882), một trung úy trẻ đẹp trai xuất thân từ một gia đình quý tộc cổ xưa nhưng nghèo khó. Cuộc hôn nhân của họ diễn ra một cách riêng tư vào ngày 15 tháng 1 năm 1839. Vương mẫu hậu lúc này đã 50 tuổi và chú rể được 34. Các cặp vợ chồng không có con với nhau. Hai vợ chồng từ giã triều đình Napoli và chuyển đến Cung điện Capodimonte.
Bi kịch ập đến với Thái hậu khi vào tháng 1 năm 1843, Antonio Pasquale, Bá tước xứ Lecce, con trai thứ tư của María Isabel bị giết. Con trai thứ năm của thái hậu, Luigi Carlo, Bá tước xứ Aquila, theo nghiệp hải quân. Vào tháng 7 năm 1843, vương tử đến Brasil khi Teresa Cristina, con gái út của María Isabel, kết hôn với Hoàng đế Pedro II của Brazil. Năm 1845, để giữ ngai vàng Tây Ban Nha trong tay Vương tộc Borbón, Louis-Philippe I của Pháp đã đưa ra ý tưởng về một cuộc hôn nhân giữa con trai út của María Isabel là Francesco di Paola, Bá tước xứ Trapani, người ban đầu được hướng đến đời sống thánh hiến, với Nữ vương Isabel II của Tây Ban Nha, cháu ngoại của María Isabel. Tuy nhiên, cuộc hôn nhân đã không thành hiện thực.
Trong cuộc khủng hoảng chính trị vào cuối năm 1847, con trai của María Isabel là Leopoldo Beniamino, Bá tước xứ Syracuse và em chồng là Leopoldo Giovanni, Thân vương xứ Salerno, đã vận động ủng hộ các cải cách tự do một cách vô ích. Do tính cách niềm nở và hào phóng đối với người nghèo, María Isabel vẫn là một nhân vật được yêu mến cho đến cuối đời. María Isabel qua đời vào ngày 13 tháng 9 năm 1848 ở tuổi 59.

## Hậu duệ
Francesco I và María Isabel rất hợp nhau và Francesco I đối xử tốt với vợ. Hai người có mười hai người con, sáu gái và sáu trai:
- Luisa Carlotta (1804–1844), kết hôn với em trai của mẹ là Francisco de Paula của Tây Ban Nha.
- Maria Cristina (1806–1878), kết hôn lần đầu với anh trai của mẹ là Fernando VII của Tây Ban Nha và trở thành nhiếp chính hậu của Tây Ban Nha; kết hôn lần thứ hai với Agustín Fernando Muñoz, người được phong là Công tước xứ Rianzares.
- Ferdinando II (1810–1859), trở thành người kế vị Francesco I của Hai Sicilie và kết hôn hai lần.
- Carlo Ferdinando, Thân vương xứ Capua (1811–1862), có kết hôn và có hậu duệ.
- Leopoldo Beniamino, Bá tước xứ Syracuse (1813–1860), kết hôn với Maria Vittoria của Savoia-Carignano; có hậu duệ.
- Maria Antonia (1814–1898), kết hôn với Leopoldo II xứ Toscana.
- Antonio Pasquale, Bá tước xứ Lecce (1816–1843).
- Maria Amalia (1818–1857), kết hôn với Sebastião của Bồ Đào Nha và Tây Ban Nha.
- Maria Carolina (1820–1861), kết hôn với Carlos Luis của Tây Ban Nha, Bá tước xứ Montemolín, người đòi ngai vàng Tây Ban Nha của phe Carlist; không có hậu duệ.
- Teresa Cristina (1822–1889), kết hôn với Hoàng đế Pedro II của Brasil; có hậu duệ.
- Luigi Carlo, Bá tước xứ Aquila (1824–1897), kết hôn với Januária của Brasil (chị gái của Pedro II của Brazil và em gái của Maria II của Bồ Đào Nha); có hậu duệ.
- Francesco di Paola, Bá tước xứ Trapani (1827–1892), kết hôn với Maria Isabella của Áo; có hậu duệ.

## Gia phả
| \| \| \| \| \| \| \| \| \| \| \| \| \| \| \| \| \| \| \| \| 16. Louis của Pháp (= 24) \| \| \| \| \| \| \| \| \| \| \| \| \| \| \| \| \| \| \| \| \| \| \| \| \| \| \| \| \| \| \| \| \| \| \| \| \| \| \| \| \| \| \| \| \| \| \| \| \| \| \| \| \| \| 8. Felipe V của Tây Ban Nha (= 12) \| \| \| \| \| \| \| \| \| \| \| \| \| \| \| \| \| \| \| \| \| \| \| \| \| \| \| \| \| \| \| \| \| \| \| \| \| \| \| \| \| \| \| \| \| \| \| \| \| \| \| \| \| \| 17. Maria Anna Victoria xứ Bayern (= 25) \| \| \| \| \| \| \| \| \| \| \| \| \| \| \| \| \| \| \| \| \| \| \| \| \| \| \| \| \| \| \| \| \| \| \| \| \| \| \| \| \| \| \| \| \| \| \| \| \| \| \| \| \| \| 4. Carlos III của Tây Ban Nha \| \| \| \| \| \| \| \| \| \| \| \| \| \| \| \| \| \| \| \| \| \| \| \| \| \| \| \| \| \| \| \| \| \| \| \| \| \| \| \| \| \| \| \| \| \| \| \| \| \| \| \| \| \| 18. Odoardo II xứ Parma (= 26) \| \| \| \| \| \| \| \| \| \| \| \| \| \| \| \| \| \| \| \| \| \| \| \| \| \| \| \| \| \| \| \| \| \| \| \| \| \| \| \| \| \| \| \| \| \| \| \| \| \| \| \| \| \| 9. Elisabetta xứ Parma (= 13) \| \| \| \| \| \| \| \| \| \| \| \| \| \| \| \| \| \| \| \| \| \| \| \| \| \| \| \| \| \| \| \| \| \| \| \| \| \| \| \| \| \| \| \| \| \| \| \| \| \| \| \| \| \| 19. Dorothea Sophie xứ Pfalz (= 27) \| \| \| \| \| \| \| \| \| \| \| \| \| \| \| \| \| \| \| \| \| \| \| \| \| \| \| \| \| \| \| \| \| \| \| \| \| \| \| \| \| \| \| \| \| \| \| \| \| \| \| \| \| \| 2. Carlos IV của Tây Ban Nha \| \| \| \| \| \| \| \| \| \| \| \| \| \| \| \| \| \| \| \| \| \| \| \| \| \| \| \| \| \| \| \| \| \| \| \| \| \| \| \| \| \| \| \| \| \| \| \| \| \| \| \| \| \| 20. August II của Ba Lan \| \| \| \| \| \| \| \| \| \| \| \| \| \| \| \| \| \| \| \| \| \| \| \| \| \| \| \| \| \| \| \| \| \| \| \| \| \| \| \| \| \| \| \| \| \| \| \| \| \| \| \| \| \| 10. August III của Ba Lan \| \| \| \| \| \| \| \| \| \| \| \| \| \| \| \| \| \| \| \| \| \| \| \| \| \| \| \| \| \| \| \| \| \| \| \| \| \| \| \| \| \| \| \| \| \| \| \| \| \| \| \| \| \| 21. Christiane Eberhardine xứ Brandenburg-Bayreuth \| \| \| \| \| \| \| \| \| \| \| \| \| \| \| \| \| \| \| \| \| \| \| \| \| \| \| \| \| \| \| \| \| \| \| \| \| \| \| \| \| \| \| \| \| \| \| \| \| \| \| \| \| \| 5. Maria Amalia của Ba Lan \| \| \| \| \| \| \| \| \| \| \| \| \| \| \| \| \| \| \| \| \| \| \| \| \| \| \| \| \| \| \| \| \| \| \| \| \| \| \| \| \| \| \| \| \| \| \| \| \| \| \| \| \| \| 22. Joseph I của Thánh chế La Mã \| \| \| \| \| \| \| \| \| \| \| \| \| \| \| \| \| \| \| \| \| \| \| \| \| \| \| \| \| \| \| \| \| \| \| \| \| \| \| \| \| \| \| \| \| \| \| \| \| \| \| \| \| \| 11. Maria Josepha Benedikta của Áo \| \| \| \| \| \| \| \| \| \| \| \| \| \| \| \| \| \| \| \| \| \| \| \| \| \| \| \| \| \| \| \| \| \| \| \| \| \| \| \| \| \| \| \| \| \| \| \| \| \| \| \| \| \| 23. Wilhelmine Amalie xứ Braunschweig-Lüneburg \| \| \| \| \| \| \| \| \| \| \| \| \| \| \| \| \| \| \| \| \| \| \| \| \| \| \| \| \| \| \| \| \| \| \| \| \| \| \| \| \| \| \| \| \| \| \| \| \| \| \| \| \| \| 1. María Isabel của Tây Ban Nha \| \| \| \| \| \| \| \| \| \| \| \| \| \| \| \| \| \| \| \| \| \| \| \| \| \| \| \| \| \| \| \| \| \| \| \| \| \| \| \| \| \| \| \| \| \| \| \| \| \| \| \| \| \| 24. Louis của Pháp (= 16) \| \| \| \| \| \| \| \| \| \| \| \| \| \| \| \| \| \| \| \| \| \| \| \| \| \| \| \| \| \| \| \| \| \| \| \| \| \| \| \| \| \| \| \| \| \| \| \| \| \| \| \| \| \| 12. Felipe V của Tây Ban Nha (= 8) \| \| \| \| \| \| \| \| \| \| \| \| \| \| \| \| \| \| \| \| \| \| \| \| \| \| \| \| \| \| \| \| \| \| \| \| \| \| \| \| \| \| \| \| \| \| \| \| \| \| \| \| \| \| 25. Maria Anna Victoria xứ Bayern (= 17) \| \| \| \| \| \| \| \| \| \| \| \| \| \| \| \| \| \| \| \| \| \| \| \| \| \| \| \| \| \| \| \| \| \| \| \| \| \| \| \| \| \| \| \| \| \| \| \| \| \| \| \| \| \| 6. Filippo I xứ Parma \| \| \| \| \| \| \| \| \| \| \| \| \| \| \| \| \| \| \| \| \| \| \| \| \| \| \| \| \| \| \| \| \| \| \| \| \| \| \| \| \| \| \| \| \| \| \| \| \| \| \| \| \| \| 26. Odoardo II xứ Parma (=18) \| \| \| \| \| \| \| \| \| \| \| \| \| \| \| \| \| \| \| \| \| \| \| \| \| \| \| \| \| \| \| \| \| \| \| \| \| \| \| \| \| \| \| \| \| \| \| \| \| \| \| \| \| \| 13. Elisabetta xứ Parma (= 9) \| \| \| \| \| \| \| \| \| \| \| \| \| \| \| \| \| \| \| \| \| \| \| \| \| \| \| \| \| \| \| \| \| \| \| \| \| \| \| \| \| \| \| \| \| \| \| \| \| \| \| \| \| \| 27. Dorothea Sophie xứ Pfalz (=19) \| \| \| \| \| \| \| \| \| \| \| \| \| \| \| \| \| \| \| \| \| \| \| \| \| \| \| \| \| \| \| \| \| \| \| \| \| \| \| \| \| \| \| \| \| \| \| \| \| \| \| \| \| \| 3. María Luisa của Parma \| \| \| \| \| \| \| \| \| \| \| \| \| \| \| \| \| \| \| \| \| \| \| \| \| \| \| \| \| \| \| \| \| \| \| \| \| \| \| \| \| \| \| \| \| \| \| \| \| \| \| \| \| \| 28. Louis của Pháp \| \| \| \| \| \| \| \| \| \| \| \| \| \| \| \| \| \| \| \| \| \| \| \| \| \| \| \| \| \| \| \| \| \| \| \| \| \| \| \| \| \| \| \| \| \| \| \| \| \| \| \| \| \| 14. Louis XV của Pháp \| \| \| \| \| \| \| \| \| \| \| \| \| \| \| \| \| \| \| \| \| \| \| \| \| \| \| \| \| \| \| \| \| \| \| \| \| \| \| \| \| \| \| \| \| \| \| \| \| \| \| \| \| \| 29. Maria Adelaide của Savoia \| \| \| \| \| \| \| \| \| \| \| \| \| \| \| \| \| \| \| \| \| \| \| \| \| \| \| \| \| \| \| \| \| \| \| \| \| \| \| \| \| \| \| \| \| \| \| \| \| \| \| \| \| \| 7. Louise Elisabeth của Pháp \| \| \| \| \| \| \| \| \| \| \| \| \| \| \| \| \| \| \| \| \| \| \| \| \| \| \| \| \| \| \| \| \| \| \| \| \| \| \| \| \| \| \| \| \| \| \| \| \| \| \| \| \| \| 30. Stanisław I của Ba Lan \| \| \| \| \| \| \| \| \| \| \| \| \| \| \| \| \| \| \| \| \| \| \| \| \| \| \| \| \| \| \| \| \| \| \| \| \| \| \| \| \| \| \| \| \| \| \| \| \| \| \| \| \| \| 15. Maria Leszczyńska của Ba Lan \| \| \| \| \| \| \| \| \| \| \| \| \| \| \| \| \| \| \| \| \| \| \| \| \| \| \| \| \| \| \| \| \| \| \| \| \| \| \| \| \| \| \| \| \| \| \| \| \| \| \| \| \| \| 31. Katarzyna Opalińskich \| \| \| \| \| \| \| \| \| \| \| \| \| \| \| \| \| \| \| \| \| \| \| \| \| \| \| \| \| \| \| \| \| \| \| \| \| \| \| \| \| \| \| \| \| \| \| \| \| \| \| \| |                                                    |  |  |  |  |  |  |  |  |  |  |  |  |  |  |  |
| |                                                    |  |  |  |  |  |  |  |  |  |  |  |  |  |  |  |
| | 16. Louis của Pháp (= 24)                          |  |  |  |  |  |  |  |  |  |  |  |  |  |  |  |
| |                                                    |  |  |  |  |  |  |  |  |  |  |  |  |  |  |  |
| |                                                    |  |  |  |  |  |  |  |  |  |  |  |  |  |  |  |
| | 8. Felipe V của Tây Ban Nha (= 12)                 |  |  |  |  |  |  |  |  |  |  |  |  |  |  |  |
| |                                                    |  |  |  |  |  |  |  |  |  |  |  |  |  |  |  |
| |                                                    |  |  |  |  |  |  |  |  |  |  |  |  |  |  |  |
| | 17. Maria Anna Victoria xứ Bayern (= 25)           |  |  |  |  |  |  |  |  |  |  |  |  |  |  |  |
| |                                                    |  |  |  |  |  |  |  |  |  |  |  |  |  |  |  |
| |                                                    |  |  |  |  |  |  |  |  |  |  |  |  |  |  |  |
| | 4. Carlos III của Tây Ban Nha                      |  |  |  |  |  |  |  |  |  |  |  |  |  |  |  |
| |                                                    |  |  |  |  |  |  |  |  |  |  |  |  |  |  |  |
| |                                                    |  |  |  |  |  |  |  |  |  |  |  |  |  |  |  |
| | 18. Odoardo II xứ Parma (= 26)                     |  |  |  |  |  |  |  |  |  |  |  |  |  |  |  |
| |                                                    |  |  |  |  |  |  |  |  |  |  |  |  |  |  |  |
| |                                                    |  |  |  |  |  |  |  |  |  |  |  |  |  |  |  |
| | 9. Elisabetta xứ Parma (= 13)                      |  |  |  |  |  |  |  |  |  |  |  |  |  |  |  |
| |                                                    |  |  |  |  |  |  |  |  |  |  |  |  |  |  |  |
| |                                                    |  |  |  |  |  |  |  |  |  |  |  |  |  |  |  |
| | 19. Dorothea Sophie xứ Pfalz (= 27)                |  |  |  |  |  |  |  |  |  |  |  |  |  |  |  |
| |                                                    |  |  |  |  |  |  |  |  |  |  |  |  |  |  |  |
| |                                                    |  |  |  |  |  |  |  |  |  |  |  |  |  |  |  |
| | 2. Carlos IV của Tây Ban Nha                       |  |  |  |  |  |  |  |  |  |  |  |  |  |  |  |
| |                                                    |  |  |  |  |  |  |  |  |  |  |  |  |  |  |  |
| |                                                    |  |  |  |  |  |  |  |  |  |  |  |  |  |  |  |
| | 20. August II của Ba Lan                           |  |  |  |  |  |  |  |  |  |  |  |  |  |  |  |
| |                                                    |  |  |  |  |  |  |  |  |  |  |  |  |  |  |  |
| |                                                    |  |  |  |  |  |  |  |  |  |  |  |  |  |  |  |
| | 10. August III của Ba Lan                          |  |  |  |  |  |  |  |  |  |  |  |  |  |  |  |
| |                                                    |  |  |  |  |  |  |  |  |  |  |  |  |  |  |  |
| |                                                    |  |  |  |  |  |  |  |  |  |  |  |  |  |  |  |
| | 21. Christiane Eberhardine xứ Brandenburg-Bayreuth |  |  |  |  |  |  |  |  |  |  |  |  |  |  |  |
| |                                                    |  |  |  |  |  |  |  |  |  |  |  |  |  |  |  |
| |                                                    |  |  |  |  |  |  |  |  |  |  |  |  |  |  |  |
| | 5. Maria Amalia của Ba Lan                         |  |  |  |  |  |  |  |  |  |  |  |  |  |  |  |
| |                                                    |  |  |  |  |  |  |  |  |  |  |  |  |  |  |  |
| |                                                    |  |  |  |  |  |  |  |  |  |  |  |  |  |  |  |
| | 22. Joseph I của Thánh chế La Mã                   |  |  |  |  |  |  |  |  |  |  |  |  |  |  |  |
| |                                                    |  |  |  |  |  |  |  |  |  |  |  |  |  |  |  |
| |                                                    |  |  |  |  |  |  |  |  |  |  |  |  |  |  |  |
| | 11. Maria Josepha Benedikta của Áo                 |  |  |  |  |  |  |  |  |  |  |  |  |  |  |  |
| |                                                    |  |  |  |  |  |  |  |  |  |  |  |  |  |  |  |
| |                                                    |  |  |  |  |  |  |  |  |  |  |  |  |  |  |  |
| | 23. Wilhelmine Amalie xứ Braunschweig-Lüneburg     |  |  |  |  |  |  |  |  |  |  |  |  |  |  |  |
| |                                                    |  |  |  |  |  |  |  |  |  |  |  |  |  |  |  |
| |                                                    |  |  |  |  |  |  |  |  |  |  |  |  |  |  |  |
| | 1. María Isabel của Tây Ban Nha                    |  |  |  |  |  |  |  |  |  |  |  |  |  |  |  |
| |                                                    |  |  |  |  |  |  |  |  |  |  |  |  |  |  |  |
| |                                                    |  |  |  |  |  |  |  |  |  |  |  |  |  |  |  |
| | 24. Louis của Pháp (= 16)                          |  |  |  |  |  |  |  |  |  |  |  |  |  |  |  |
| |                                                    |  |  |  |  |  |  |  |  |  |  |  |  |  |  |  |
| |                                                    |  |  |  |  |  |  |  |  |  |  |  |  |  |  |  |
| | 12. Felipe V của Tây Ban Nha (= 8)                 |  |  |  |  |  |  |  |  |  |  |  |  |  |  |  |
| |                                                    |  |  |  |  |  |  |  |  |  |  |  |  |  |  |  |
| |                                                    |  |  |  |  |  |  |  |  |  |  |  |  |  |  |  |
| | 25. Maria Anna Victoria xứ Bayern (= 17)           |  |  |  |  |  |  |  |  |  |  |  |  |  |  |  |
| |                                                    |  |  |  |  |  |  |  |  |  |  |  |  |  |  |  |
| |                                                    |  |  |  |  |  |  |  |  |  |  |  |  |  |  |  |
| | 6. Filippo I xứ Parma                              |  |  |  |  |  |  |  |  |  |  |  |  |  |  |  |
| |                                                    |  |  |  |  |  |  |  |  |  |  |  |  |  |  |  |
| |                                                    |  |  |  |  |  |  |  |  |  |  |  |  |  |  |  |
| | 26. Odoardo II xứ Parma (=18)                      |  |  |  |  |  |  |  |  |  |  |  |  |  |  |  |
| |                                                    |  |  |  |  |  |  |  |  |  |  |  |  |  |  |  |
| |                                                    |  |  |  |  |  |  |  |  |  |  |  |  |  |  |  |
| | 13. Elisabetta xứ Parma (= 9)                      |  |  |  |  |  |  |  |  |  |  |  |  |  |  |  |
| |                                                    |  |  |  |  |  |  |  |  |  |  |  |  |  |  |  |
| |                                                    |  |  |  |  |  |  |  |  |  |  |  |  |  |  |  |
| | 27. Dorothea Sophie xứ Pfalz (=19)                 |  |  |  |  |  |  |  |  |  |  |  |  |  |  |  |
| |                                                    |  |  |  |  |  |  |  |  |  |  |  |  |  |  |  |
| |                                                    |  |  |  |  |  |  |  |  |  |  |  |  |  |  |  |
| | 3. María Luisa của Parma                           |  |  |  |  |  |  |  |  |  |  |  |  |  |  |  |
| |                                                    |  |  |  |  |  |  |  |  |  |  |  |  |  |  |  |
| |                                                    |  |  |  |  |  |  |  |  |  |  |  |  |  |  |  |
| | 28. Louis của Pháp                                 |  |  |  |  |  |  |  |  |  |  |  |  |  |  |  |
| |                                                    |  |  |  |  |  |  |  |  |  |  |  |  |  |  |  |
| |                                                    |  |  |  |  |  |  |  |  |  |  |  |  |  |  |  |
| | 14. Louis XV của Pháp                              |  |  |  |  |  |  |  |  |  |  |  |  |  |  |  |
| |                                                    |  |  |  |  |  |  |  |  |  |  |  |  |  |  |  |
| |                                                    |  |  |  |  |  |  |  |  |  |  |  |  |  |  |  |
| | 29. Maria Adelaide của Savoia                      |  |  |  |  |  |  |  |  |  |  |  |  |  |  |  |
| |                                                    |  |  |  |  |  |  |  |  |  |  |  |  |  |  |  |
| |                                                    |  |  |  |  |  |  |  |  |  |  |  |  |  |  |  |
| | 7. Louise Elisabeth của Pháp                       |  |  |  |  |  |  |  |  |  |  |  |  |  |  |  |
| |                                                    |  |  |  |  |  |  |  |  |  |  |  |  |  |  |  |
| |                                                    |  |  |  |  |  |  |  |  |  |  |  |  |  |  |  |
| | 30. Stanisław I của Ba Lan                         |  |  |  |  |  |  |  |  |  |  |  |  |  |  |  |
| |                                                    |  |  |  |  |  |  |  |  |  |  |  |  |  |  |  |
| |                                                    |  |  |  |  |  |  |  |  |  |  |  |  |  |  |  |
| | 15. Maria Leszczyńska của Ba Lan                   |  |  |  |  |  |  |  |  |  |  |  |  |  |  |  |
| |                                                    |  |  |  |  |  |  |  |  |  |  |  |  |  |  |  |
| |                                                    |  |  |  |  |  |  |  |  |  |  |  |  |  |  |  |
| | 31. Katarzyna Opalińskich                          |  |  |  |  |  |  |  |  |  |  |  |  |  |  |  |
| |                                                    |  |  |  |  |  |  |  |  |  |  |  |  |  |  |  |
| |                                                    |  |  |  |  |  |  |  |  |  |  |  |  |  |  |  |